# The Screwtape Letters
The Screwtape Letters (Vorazmente Teu (título em Portugal) ou Cartas do Inferno / Cartas de Um Diabo a Seu Aprendiz (título no Brasil)) é um livro de ficção satírico escrito em estilo epistolar por Clive Staples Lewis publicado pela primeira vez em forma de livro em fevereiro de 1942.
A história toma a forma de uma série de cartas de um demônio sênior, Screwtape, a seu sobrinho, um demônio "tentador" aprendiz chamado Wormwood, de modo a aconselhá-lo sobre os métodos de garantir a condenação de um homem britânico, conhecido apenas como "Paciente".

## História
| “                                                | Há dois erros, iguais e opostos em que a nossa raça pode incorrer quando de demônios se trata. Um é descrer da sua existência. Outro é crer nela e sentir por eles um interesse doentio. | ” |
| — C. S. Lewis, Prefácio de The Screwtape Letters | |   |

Neste livro, Screwtape (traduções brasileiras: Murcegão, Maldanado, Fitafuso, Coisa-Ruim; tradução portuguesa: Escritope), demônio veterano e experimentado, escreve cartas ao seu jovem sobrinho Wormwood (traduções brasileiras: Vermebile, Vermelindo, Cupim; tradução portuguesa: Absinto), um demônio em inicio de carreira, explicando-lhe como conquistar a alma do Paciente (em inglês, Patient; em algumas traduções brasileiras, João) que lhe foi atribuído, um jovem recém-convertido ao cristianismo. Wormwood falha, com a carta derradeira assegurando-lhe que o punições aterradoras aguardam no Inferno.
Com um típico humor britânico, Lewis analisa a atividade tentadora na vida do dia-a-dia, invertendo o ponto de vista. Os diversos aspectos da vida espiritual são dissecados por Screwtape, um subsecretário da hierarquia do Inferno. Screwtape é brutalmente realista: só lhe interessam resultados.
O objetivo é minar a formação da fé e impedir o desenvolvimento de virtudes cristãs. E o melhor método é envolver o paciente numa rede de mentiras, ilusões, pecadilhos e pecados que o afastem dos outros, de si mesmo e de Deus gradualmente. A melhor estrada para a perdição infernal é a macia, sem sobressaltos.

## Publicação
As 31 cartas que constituem esta obra foram publicadas no The Guardian e apareceram pela primeira vez em livro (sob o título The Screwtape Letters), em fevereiro de 1942.
A obra foi dedicada por Lewis a seu amigo J. R. R. Tolkien.

## Screwtape Propõe um Brinde
O curto epílogo "Screwtape Proposes a Toast" (1959), inicialmente publicado como um artigo na revista The Saturday Evening Post, é um complemento às The Screwtape Letters. Frequentemente, ambos os trabalhos são publicados juntos como um único livro. (Em português, o título é traduzido como "Maldanado Propõe um Brinde" ou "Murcegão Oferece um Brinde", ou opções similares.)
A sequência assume a forma de um discurso após o jantar proferido por Screwtape no Colégio de Treinamento dos Tentadores para jovens demônios.
"Screwtape Proposes a Toast" é a crítica de Lewis às tendências niveladoras e acomodadoras na educação pública, especificamente à educação pública na América do Norte.
A oposição da Guerra Fria entre o Ocidente e o Mundo Comunista é discutida explicitamente como pano de fundo para as questões educacionais. Screwtape e outros demônios são retratados como conscientemente utilizando a subversão da educação e do pensamento intelectual no Ocidente para promover sua queda pelo inimigo comunista de dentro e de fora.